# Diego Mazuera
Diego Mazuera (Bogotá, 1950) es un pintor colombiano. 
Nace en Bogotá, estudia en el Colegio Refous y posteriormente Bellas Artes en la Universidad Jorge Tadeo Lozano (Bogotá, Colombia) y el Conservatorio de Artes del Libro, Barcelona, España. 
Ganó el primer puesto en el Salón Nacional de Artistas de Colombia.
Su estilo, abstracto, nos invoca a una búsqueda de infinitas posibilidades espaciales. 